# Il disertore
Pour plus de détails, voir Fiche technique et Distribution.
Il disertore  est un film de guerre italien réalisé par Giuliana Berlinguer, et sorti en 1983. C'est une adaptation du roman homonyme (it) de Giuseppe Dessì paru en 1961.
Il est sélectionné en compétition lors de la 40e édition de la Mostra de Venise,.

## Synopsis
Quelques années après la fin de la Première Guerre mondiale, dans un village du sud de la Sardaigne appelé Cuadu (Villacidro). Mariangela Eca, une dame pauvre et déshéritée qui avait perdu ses deux fils, Saverio et Giovanni, pendant la guerre, verse à la collecte de fonds pour le monument aux morts la totalité de ses économies, et donc plus que les propriétaires les plus riches du village. Elle qui s'était toujours tenue à l'écart des célébrations de la victoire, se renferme dans son silence solitaire. Personne ne le sait, à part le prêtre Coi en confession, mais son fils Saverio était un déserteur, il s'est échappé du front et est revenu au village pour se cacher et mourir dans les bois de Baddimanna. Mariangela Eca s'applique à garder pour elle cette vérité qui sera à jamais démentie par le nom de Saverio inscrit sur le monument à côté des autres morts originaires de Cuadu.

## Fiche technique
- Titre original italien : Il disertore[4]
- Réalisation : Giuliana Berlinguer
- Scénario : Giuliana Berlinguer, Massimo Felisatti d'après le roman homonyme (it) de Giuseppe Dessì paru en 1961 chez Arnoldo Mondadori Editore[1].
- Photographie : Sandro Messina
- Montage : Romano Trina
- Décors : Tommaso Passalacqua
- Costumes : Marilu' Alianello
- Production : Luciana Catalani
- Société de production : Rai 2
- Pays de production :  Italie
- Langue originale : italien
- Format : Couleur
- Genre : Drame de guerre
- Durée : 92 minutes
- Dates de sortie :
  - Italie : 3 septembre 1983 (Mostra de Venise 1983[2],[3]) ; 1984 (sortie nationale)

## Distribution
- Irène Papas : Mariangela
- Omero Antonutti : don Coi
- Mattia Sbragia : Saverio
- Isella Orchis : Lica
- Enrico Pau (it) : Monseigneur Pau
- Salvatore Mossa : Francesco Isalle
- Adolfo Lastetti : Costai urbain
- Antonio Cipriato : Roberto Manca
- Edoardo Ricciu : marshal
- Paolo Meloni : le maire
- Franco Noè : Dante Taverna
- Cristina Maccioni (it) : Pietrina
- Piero Nuti (it) : Alessandro Comina
- Giacomo Pala : le pharmacien
- Pierpaolo Erriu : Gino Comina
- Pasqualino Satta : Gregorio
- Renzo Muzzu : Antonio Isalle